# Pisa Calcio 1999-2000
Questa pagina raccoglie i dati riguardanti il Pisa Calcio nelle competizioni ufficiali della stagione 1999-2000.

## Stagione
Dopo aver vinto senza grossi ostacoli il precedente campionato di Serie C2, il Pisa si presenta alla partenza, inserito nel girone A della Serie C1 1999-2000 con l'obiettivo di ottenere qualcosa in più di una semplice salvezza.
I presidenti Gerbi e Posarelli confermano in panchina Francesco D'Arrigo e fanno diversi acquisti che consentono ai nerazzurri di essere fra le protagoniste del campionato.
All'inizio dell'annata la formazione nerazzurra inizia con una vittoria, seguita da alcune sconfitte, tra le quali l'(1-2) interno coi rivali del Livorno, dall'autunno in poi i nerazzurri iniziano ad ottenere una certa continuità di risultati che gli consentono di collocarsi tra le prime della classe.
In primavera addirittura il Pisa sembra poter lottare per la promozione diretta, speranza aumentata dopo la vittoria (1-0) sul Siena capolista alla terz'ultima giornata, i bianconeri senesi però tengono il passo e riescono a vincere il campionato, relegando i nerazzurri in seconda posizione per solo un punto.
Nonostante sia solo una neo-promossa il Pisa si presenta all'inizio dei play-off per l'accesso alla serie B come la favorita, ma inaspettatamente viene eliminata nella semifinale dai reggiani del Brescello, che dopo l'(1-1) dell'andata in Emilia, riescono a vincere (0-1) a Pisa con un gol di Massimiliano Vieri al 88º minuto. Nell'inattesa finale il Brescello sarà poi sconfitto dal Cittadella.
Una soddisfazione per i tifosi pisani nella stagione è stata comunque la conquista della Coppa Italia di Serie C, rimasta ad ora unica nella storia dei nerazzurri, grazie alla vittoria in finale sull'Avellino, pisani sconfitti (1-0) al Partenio, ma in grado di ribaltare la situazione con un (3-0) nella gara di ritorno all'Arena Garibaldi. In precedenza il Pisa ha vinto il girone H di qualificazione, eliminando Tempio, Torres, Viareggio e Pontedera. Nei sedicesimi aveva superato la Lucchese, negli ottavi la Carrarese, nei quarti aveva eliminato l'Albinoleffe, in semifinale il Lumezzane.

## Rosa
| N. |                   | Ruolo | Calciatore           |
| -- | ----------------- | ----- | -------------------- |
|    | Italia (bandiera) | P     | Mauro Rosin          |
|    | Italia (bandiera) | P     | Alberto Passoni      |
|    | Italia (bandiera) | P     | Simone Patterson     |
|    | Italia (bandiera) | D     | Emiliano Niccolini   |
|    | Italia (bandiera) | D     | Federico Viviani     |
|    | Italia (bandiera) | D     | Gabriele Baraldi     |
|    | Italia (bandiera) | D     | Lorenzo Collacchioni |
|    | Italia (bandiera) | D     | Fabio Costia         |
|    | Italia (bandiera) | D     | Daniele Deoma        |
|    | Italia (bandiera) | D     | Dario Rossi          |
|    | Italia (bandiera) | D     | Gianluca Zattarin    |
|    | Italia (bandiera) | C     | Paolo Andreotti      |
|    | Italia (bandiera) | C     | Marco Moro           |

| N. |                   | Ruolo | Calciatore              |
| -- | ----------------- | ----- | ----------------------- |
|    | Italia (bandiera) | C     | Stefano Mobili          |
|    | Italia (bandiera) | C     | Alfredo Femiano         |
|    | Italia (bandiera) | C     | Raffaele Quaranta       |
|    | Italia (bandiera) | C     | Massimo Belluomini      |
|    | Italia (bandiera) | C     | Massimiliano Grego      |
|    | Italia (bandiera) | C     | Alessandro Serra        |
|    | Italia (bandiera) | C     | Alfonso Greco           |
|    | Italia (bandiera) | A     | Alessandro Muoio        |
|    | Italia (bandiera) | A     | Federico Balestri       |
|    | Italia (bandiera) | A     | Gianluca Savoldi        |
|    | Italia (bandiera) | A     | Francesco Tavano        |
|    | Italia (bandiera) | A     | Fausto Ferrari          |
|    | Italia (bandiera) | A     | Massimiliano Varricchio |

## Risultati

### Serie C1

#### Girone di andata
| Arbitro: | Evangelista (Avellino) |

|  |           |             |
|  | Marcatori | 42’ Savoldi |

| Arbitro: | P.S. Mazzoleni (Bergamo) |

|                           |           |                |
| Andreotti 23’ Savoldi 23’ | Marcatori | 39’ Cancellato |

| Arbitro: | Rossomando (Salerno) |

|            |           |  |
| Parisi 17’ | Marcatori |  |

| Arbitro: | Palmieri (Cosenza) |

|            |           |                                 |
| Baraldi 6’ | Marcatori | 33’ (rig.) Protti 47’ Carruezzo |

| Montevarchi 3 ottobre 1999 5ª giornata | Montevarchi         | 0 – 0 | Pisa | Stadio Gastone Brilli Peri\| Arbitro: \| Battaglia (Messina) \| |
| Arbitro:                               | Battaglia (Messina) |       |      |                                                                 |

| Arbitro: | Cavuoti (Vasto) |

|             |           |             |
| Savoldi 32’ | Marcatori | 50’ Fantini |

| Modena 17 ottobre 1999 7ª giornata | Modena            | 0 – 0 | Pisa | Stadio Alberto Braglia\| Arbitro: \| Ferraro (Crotone) \| |
| Arbitro:                           | Ferraro (Crotone) |       |      |                                                           |

| Arbitro: | Battaglia (Messina) |

|             |           |  |
| Savoldi 55’ | Marcatori |  |

| Arbitro: | Morganti (Ascoli Piceno) |

|  |           |                          |
|  | Marcatori | 21’ M. Moro 80’ Quaranta |

| Arbitro: | Ferraro (Crotone) |

|                           |           |  |
| Femiano 40’ Andreotti 71’ | Marcatori |  |

| Arbitro: | Giannoccaro (Lecce) |

|                          |           |  |
| Zatterin 23’ M. Moro 83’ | Marcatori |  |

| Arbitro: | Evangelista (Avellino) |

|                         |           |                           |
| Costanzo 23’ Barban 91’ | Marcatori | 56’ Andreotti 58’ Savoldi |

| Arbitro: | Semeraro (Taranto) |

|               |           |            |
| Andreotti 65’ | Marcatori | 22’ Pelati |

| Arbitro: | Morganti (Ascoli Piceno) |

|            |           |             |
| Borneo 25’ | Marcatori | 74’ Savoldi |

| Arbitro: | S. Ayroldi (Molfetta) |

|           |           |  |
| Voria 90’ | Marcatori |  |

| Arbitro: | Cruciani (Pesaro) |

|              |           |                                 |
| Andreotti 1’ | Marcatori | 9’, 42’ Colacone 65’ Lombardini |

| Arbitro: | Lambertini (Bologna) |

|  |           |           |
|  | Marcatori | 78’ Deoma |

#### Girone di ritorno
| Arbitro: | Liberti (Genova) |

|             |           |                |
| Savoldi 36’ | Marcatori | 63’ Morbidelli |

| Arbitro: | Belloli (Bergamo) |

|  |           |             |
|  | Marcatori | 44’ Savoldi |

| Arbitro: | Esposito (Trapani) |

|                           |           |  |
| Andreotti 35’ Savoldi 39’ | Marcatori |  |

| Arbitro: | M. Mazzoleni (Bergamo) |

|                      |           |                |
| Carruezzo 27’ (rig.) | Marcatori | 29’ Varricchio |

| Arbitro: | Ferraro (Crotone) |

|                |           |                |
| F. Ferrari 36’ | Marcatori | 45+1’ Spinelli |

| Arbitro: | Cannella (Palermo) |

|  |           |                            |
|  | Marcatori | 14’ A. Greco 50’ Andreotti |

| Arbitro: | Morganti (Ascoli Piceno) |

|  |           |                         |
|  | Marcatori | 4’ (rig.), 61’ Bizzarri |

| Arbitro: | Ambrosino (Torre del Greco) |

|              |           |  |
| M. Vieri 51’ | Marcatori |  |

| Arbitro: | Cannella (Palermo) |

|  |           |                          |
|  | Marcatori | 45+1’ Memmo 54’ Ferrigno |

| Carrara 19 marzo 2000 27ª giornata | Carrarese          | 0 – 0 | Pisa | Stadio dei Marmi\| Arbitro: \| Ponzalli (Firenze) \| |
| Arbitro:                           | Ponzalli (Firenze) |       |      |                                                      |

| Lecco 2 aprile 2000 28ª giornata | Lecco               | 0 – 0 | Pisa | Stadio Mario Rigamonti\| Arbitro: \| Battaglia (Messina) \| |
| Arbitro:                         | Battaglia (Messina) |       |      |                                                             |

| Arbitro: | Lombardi (Lanciano) |

|                                      |           |             |
| Varricchio 37’ Serra 54’ Savoldi 77’ | Marcatori | 88’ Sandrin |

| Arbitro: | Morganti (Ascoli Piceno) |

|  |           |                |
|  | Marcatori | 30’ Varricchio |

| Arbitro: | Evangelista (Avellino) |

|           |           |  |
| Deoma 27’ | Marcatori |  |

| Arbitro: | Dattilo (Locri) |

|                    |           |  |
| Savoldi 69’ (rig.) | Marcatori |  |

| Arbitro: | Dondarini (Finale Emilia) |

|                |           |             |
| C. Ferrara 23’ | Marcatori | 42’ Femiano |

| Arbitro: | Bergonzi (Genova) |

|             |           |  |
| Femiano 25’ | Marcatori |  |

### Play-off
| Arbitro: | Cuttica (Alessandria) |

|              |           |               |
| Piccioni 71’ | Marcatori | 4’ Varricchio |

| Arbitro: | Cruciani (Pesaro) |

|  |           |              |
|  | Marcatori | 88’ M. Vieri |

### Coppa Italia Serie C

#### Girone H
| Tempio Pausania 22 agosto 1999 1ª giornata | Tempio        | 0 – 0 | Pisa | Stadio Nino Manconi\| Arbitro: \| Marino (Roma) \| |
| Arbitro:                                   | Marino (Roma) |       |      |                                                    |

| Arbitro: | Trefoloni (Siena) |

|                                                         |           |  |
| Ricci 5’ Zattarin 55’ Serra 59’ Andreotti 82’ Muoio 90’ | Marcatori |  |

| Arbitro: | Bernabini (Roma) |

|             |           |                                |
| Randazzo 7’ | Marcatori | 26’ (rig.) Andreotti 54’ Muoio |

| 1º settembre 1999 4ª giornata |  | – Turno di riposo Pisa |  |  |

| Arbitro: | Ponzalli (Firenze) |

|                                     |           |  |
| Muoio 2’ Savoldi 35’ Belluomini 80’ | Marcatori |  |

#### Sedicesimi di finale
| Arbitro: | Trefoloni (Siena) |

|             |           |  |
| Savoldi 45’ | Marcatori |  |

| Arbitro: | Dondarini (Finale Emilia) |

|                          |           |                         |
| Colacone 17’ Pedotti 56’ | Marcatori | 71’ Savoldi 82’ M. Moro |

#### Ottavi di finale
| Arbitro: | Ioseffi (Siena) |

|  |           |              |
|  | Marcatori | 34’ Pistella |

| Arbitro: | Pieri (Genova) |

|  |           |                          |
|  | Marcatori | 54’ Andreotti 89’ Tavano |

#### Quarti di finale
| Arbitro: | Benedetti (Vicenza) |

|                          |           |             |
| Bifini 26’ Matteassi 71’ | Marcatori | 65’ Savoldi |

| Arbitro: | Cuttica (Alessandria) |

|                 |           |  |
| Andreotti 90+3’ | Marcatori |  |

#### Semifinale
| Arbitro: | Girardi (San Donà di Piave) |

|  |           |             |
|  | Marcatori | 41’ Savoldi |

| Arbitro: | Ambrosino (Torre del Greco) |

|                                    |           |                  |
| Andreotti 32’ (rig.) Femiano 90+1’ | Marcatori | 71’ (rig.) Buscè |

#### Finale
| Arbitro: | Ardito (Bari) |

|                |           |  |
| Scichilone 43’ | Marcatori |  |

| Arbitro: | Belloli (Bergamo) |

|                                          |           |  |
| Andreotti 21’ Savoldi 86’ F. Ferrari 90’ | Marcatori |  |